# 斯特拉斯堡城区
斯特拉斯堡城区（法語：arrondissement de Strasbourg-Ville）是法国下莱茵省的一个旧区。总面积78平方公里，总人口274394，人口密度3518人/平方公里（2012年），唯一市镇为斯特拉斯堡。2015年，该区与斯特拉斯堡乡区的一部分合并为斯特拉斯堡区。

## 辖区
斯特拉斯堡城区曾辖有10个县，共有1个市镇。